# De Havilland Sea Vixen
de Havilland Sea Vixen – brytyjski odrzutowy pokładowy poddźwiękowy myśliwiec przechwytujący z lat 50., skonstruowany w wytwórni de Havilland (oznaczenie fabryczne DH.110).

## Historia
Samolot de Havilland DH.110 początkowo projektowany był na zamówienie zarówno lotnictwa brytyjskiego (Royal Air Force – RAF) z 1947, jak i lotnictwa brytyjskiej marynarki wojennej (Fleet Air Arm – FAA) jako dwumiejscowy myśliwiec przechwytujący zdolny do operowania w każdych warunkach atmosferycznych. Samolot był zaprojektowany w takim samym nieortodoksyjnym układzie dwubelkowym, co wcześniejsze de Havilland Vampire i de Havilland Venom (którego wersję morską Sea Venom nowy samolot później zastąpił w lotnictwie marynarki).

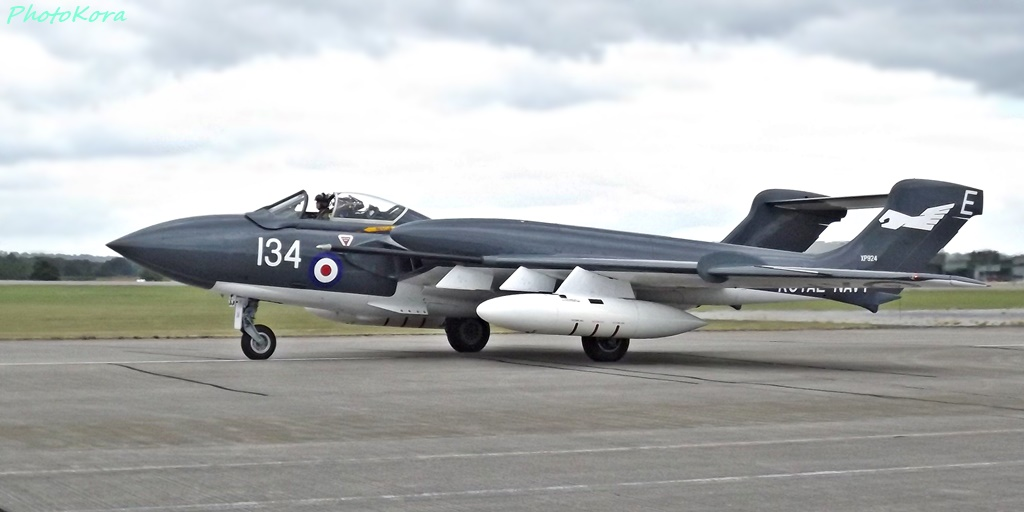
De Havilland Sea Vixen FAW.2

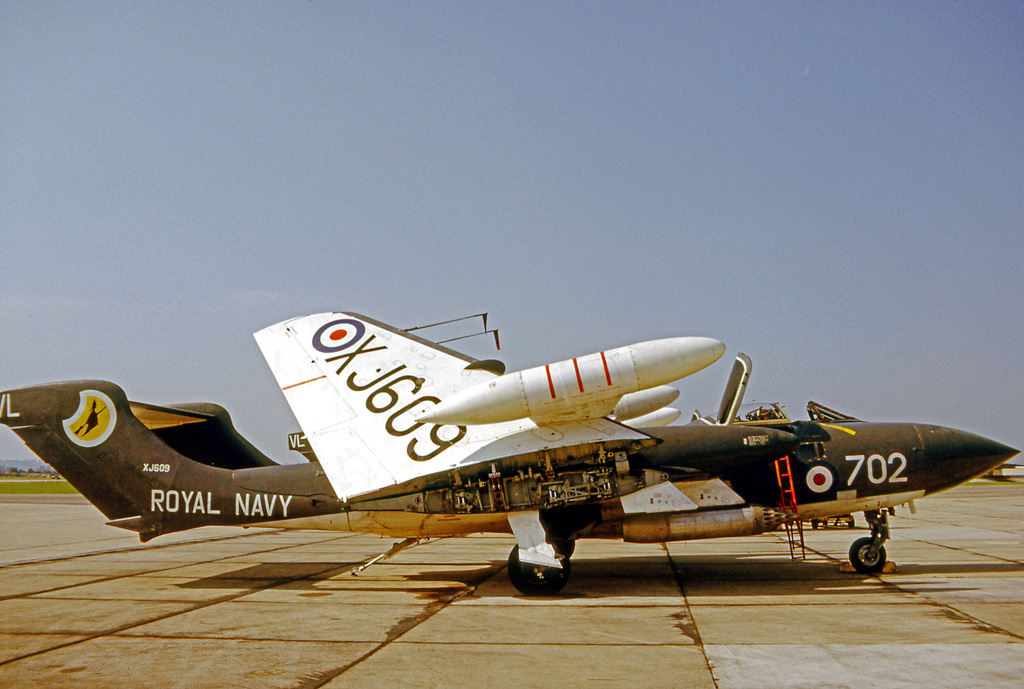
De Havilland Sea Vixen FAW.2 ze złożonymi skrzydłami

Pierwszy prototyp DH.110 został oblatany 26 września 1951 (numer WG536), a 20 lutego 1952 pokonał barierę dźwięku. Prototyp ten rozbił się 6 września 1952 roku podczas Farnborough Airshow. Samolot rozpadł się w powietrzu, w locie z prędkością okołodźwiękową, a jego szczątki zabiły dwadzieścia dziewięć osób na ziemi. Śmierć ponieśli też obaj członkowie załogi: pilot John Derry i nawigator Tony Richards. Na skutek katastrofy, drugi prototyp (numer WG240) został wzmocniony i zmodyfikowany. RAF jednak ostatecznie wybrał konkurencyjny projekt Gloster Javelin, jako tańszy i prostszy samolot. Prace nad samolotem, nazwanym Sea Vixen dla wyróżnienia wersji morskiej, kontynuowano jednak na zlecenie FAA. Miał on tym razem przenosić kierowane pociski rakietowe.
20 czerwca 1955 oblatano trzeci prototyp DH.110 Mk.20X, który miał posłużyć jako wzorzec morskiej wersji produkcyjnej, lecz jeszcze nie posiadał składanych skrzydeł. W kwietniu 1956 prowadzono jego próby morskie, między innymi po raz pierwszy samolot wylądował na pokładzie lotniskowca HMS "Ark Royal" z użyciem lin hamujących. Próby były udane i lotnictwo marynarki wojennej zamówiło samolot. 20 marca 1957 oblatano pierwszy samolot wersji seryjnej, Sea Vixen FAW.20 (Fighter All Weather, myśliwiec na każde warunki pogodowe), przemianowanej następnie na FAW.1 (FAW Mk 1). Zbudowano 114 samolotów wersji FAW.1
Sea Vixen był pierwszym brytyjskim samolotem,  który był uzbrojony jedynie w pociski rakietowe i bomby, bez stałych działek. Jego uzbrojenie stałe stanowiło 28 pocisków niekierowanych kalibru 51 mm w dwóch wysuwanych zasobnikach Microcell pod kadłubem. Główną broń stanowiły 4 podwieszane pociski powietrze-powietrze Firestreak, mógł też zabrać zamiast nich 4 bomby o masie po 227 kg. Napęd stanowiły dwa silniki Rolls-Royce Avon 208 o ciągu 50 kN. Nietypową cechą konstrukcyjną oprócz układu ogólnego było przesunięcie kabiny pilota na lewą stronę kadłuba, gdyż po prawej stronie zajmował miejsce nawigator, schowany w kadłubie dla lepszych warunków obserwacji ekranu radaru, z małym oknem nad nim. W nosie samolotu znajdował się radar GEC AI.18 o zasięgu ok. 30 km.
1 czerwca 1962 oblatano ulepszoną wersję FAW.2. Zbudowano jej 29 samolotów, a dalsze 67 przebudowano z wersji FAW.1. FAW.2 mógł przenosić także pociski powietrze-powietrze Red Top, cztery wyrzutnie pocisków niekierowanych SNEB lub 2 pociski powietrze-ziemia AGM-12 Bullpup. Wizualną różnicę stanowiły belki ogonowe przedłużone do przodu poza krawędź natarcia skrzydła, w których mieściły się większe zbiorniki paliwa.
Po wycofaniu w 1972, niewielka liczba samolotów została przebudowana na cele latające z oznaczeniem D.3, lecz ostatecznie nie używano ich w tym celu, ale do szkolenia w operowaniu samolotami zdalnie sterowanymi. Kilka przebudowano na samoloty holujące cele z oznaczeniem TT.2.

## Służba

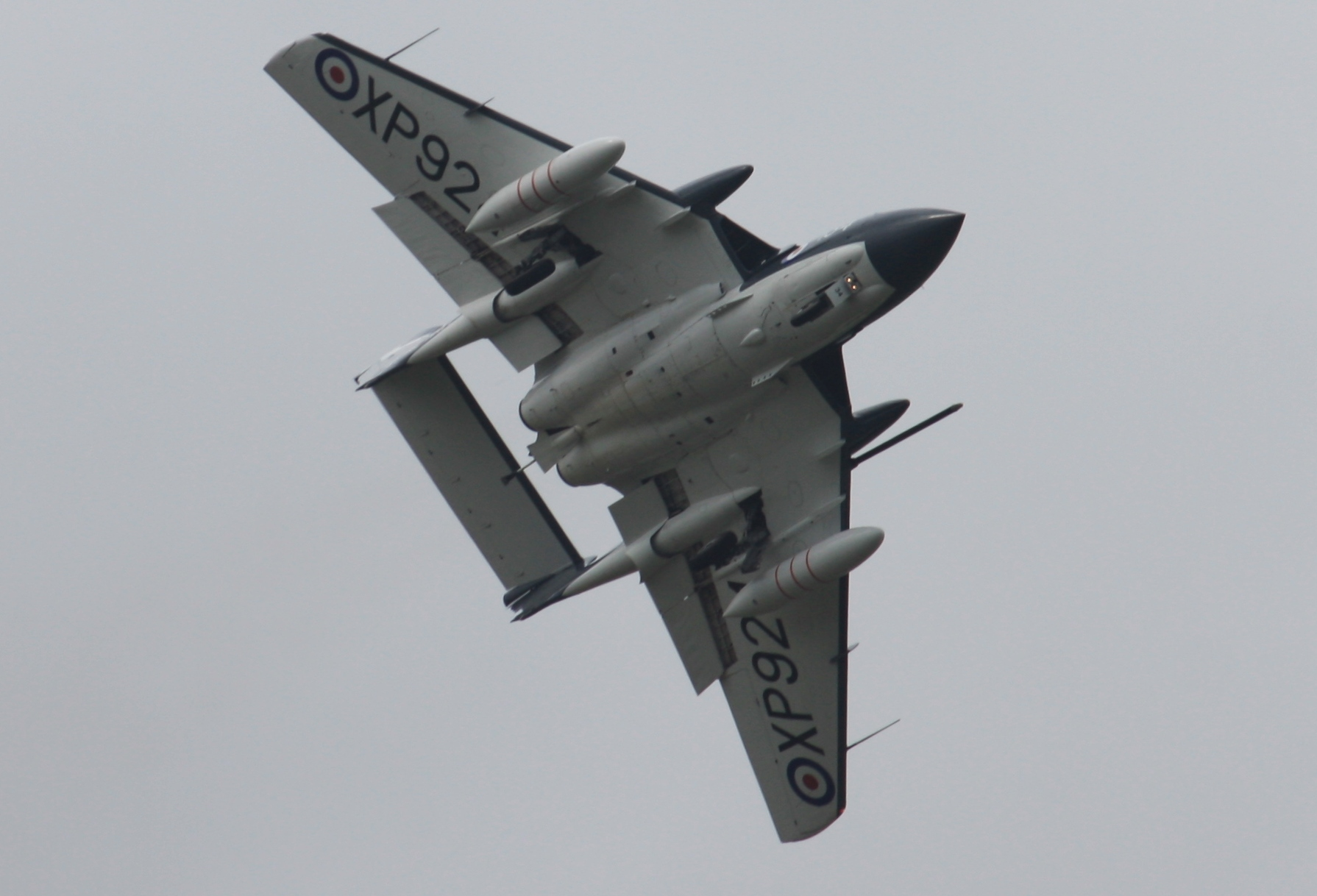
De Havilland Sea Vixen FAW.2

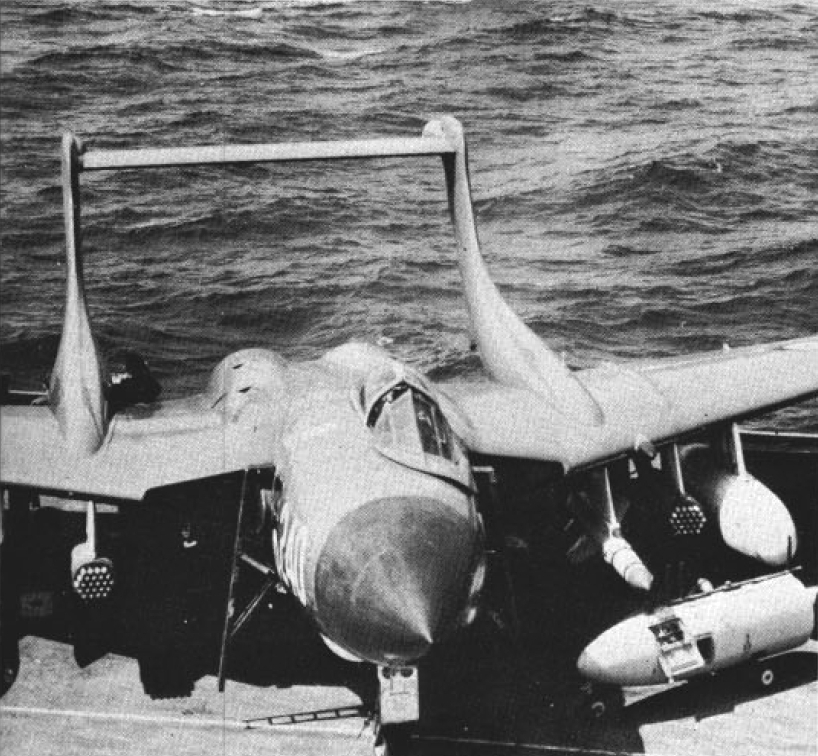
De Havilland Sea Vixen FAW.1 z podwieszonym uzbrojeniem

Pierwszy Sea Vixen FAW.1 został dostarczony do szkolnego 700 dywizjonu FAA w listopadzie 1957. Samolot ten pojawił się na lotniskowcach w większych ilościach od 1959 roku. Od 1964 zaczęła wchodzić do służby wersja FAW.2. Sea Vixeny nie brały udziału w większych konfliktach, chociaż pełniły służbę bojową w licznych mniejszych operacjach prowadzonych przez marynarkę brytyjską w Afryce i na Bliskim Wschodzie. Sea Vixeny z HMS "Victorious" wzięły udział w demonstracji siły i patrolach nad Zatoką Perską w obliczu groźby zajęcia Kuwejtu przez Irak w 1961, zaniechanej wówczas przez Irak. W 1964 Sea Vixeny z lotniskowca HMS "Centaur" osłaniały operację lądowania Królewskiej Piechoty Morskiej w Tanganice w celu stłumienia powstania antybrytyjskiego i przywrócenia stabilizacji. W 1964 również Sea Vixeny wspierały z powietrza brytyjskie siły walczące z powstaniem plemienia Qutaibi w regionie Radfan w Jemenie. W drugiej połowie lat 60. uczestniczyły w blokadzie dostaw ropy naftowej do Rodezji przez Mozambik (tzw. patrol Beira). W 1967 Sea Vixeny lotniskowca HMS "Eagle" ponownie weszły do akcji w rejonie Zatoki Perskiej, osłaniając wycofanie sił brytyjskich z Adenu w Jemenie.
Wersję FAW.1 ze służby pierwszoliniowej i pokładów lotniskowców brytyjskich wycofano do 1966, a FAW.2 wycofano do 1972. Samoloty Sea Vixen używane były ponadto w zespołach akrobacyjnych Simons Sircus i Fred's Five. Ocalałe samoloty tego typu są dość liczne, jeden Sea Vixen D.3 (dawny FAW.2) o znakach G-CVIX (poprzednio XP924) znajduje się w stanie lotnym.

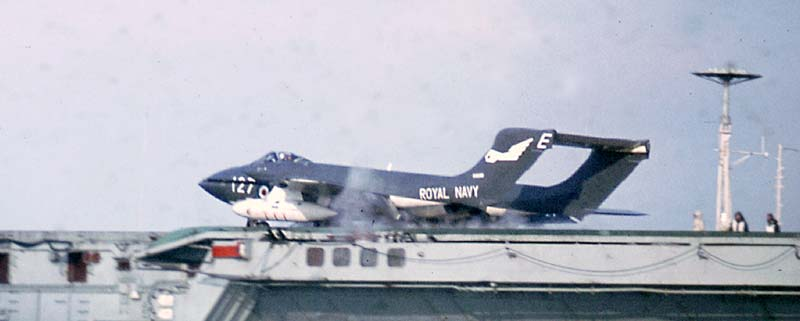
Sea Vixen na HMS "Eagle", 1970

Sea Vixeny używane były na pięciu brytyjskich lotniskowcach w składzie 4 dywizjonów FAA oraz w szkolnych dywizjonach 700 i 766 FAA:
- HMS "Victorious"
- HMS "Ark Royal"
  - 892 dywizjon FAA, Sea Vixen FAW.1, 1960-62
  - 890 dywizjon FAA, Sea Vixen FAW.1, 1962-66
- HMS "Centaur"
  - 893 dywizjon FAA, Sea Vixen FAW.1, 1961-63
  - 892 dywizjon FAA, Sea Vixen FAW.1, 1964-65
- HMS "Hermes"
  - 890 dywizjon FAA, Sea Vixen FAW.1, 1960-62
  - 892 dywizjon FAA, Sea Vixen FAW.1, 1962-64; FAW.2, 1966-67
  - 893 dywizjon FAA, Sea Vixen FAW.2, 1968-70
- HMS "Eagle"
  - 899 dywizjon FAA, Sea Vixen FAW.2, 1964-72

## Dane taktyczno-techniczne
(FAW.1, w nawiasach różnice dla FAW.2)
- długość: 16,94 m
- rozpiętość: 15,54 m
- wysokość: 3,28 m
- powierzchnia nośna: 60,19 m²
- masa własna: 12 679 kg
- masa maksymalna startowa: 16 783 kg (? kg)
- napęd: 2 silniki turboodrzutowe Rolls-Royce Avon Mk.208 o ciągu po 50 kN (5094 kg)
- prędkość maksymalna: 1110 km/h na poziomie morza (0,91 Ma)
- zasięg: 1270 km (? km)
- pułap praktyczny: 14 630 m
- prędkość wznoszenia: do 45,7 m/s